# St.-Johannes-Kirche (Rambin)

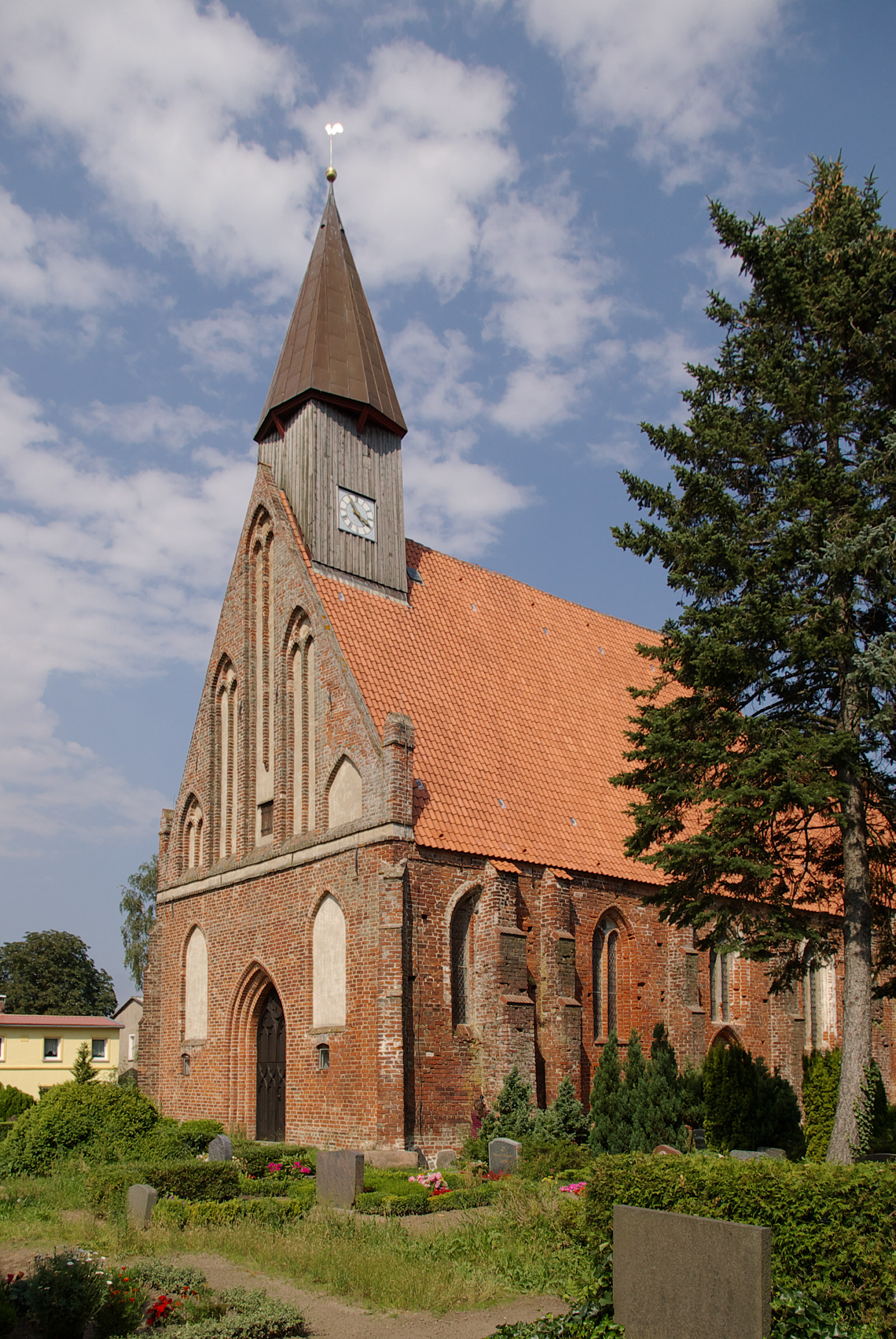
Ansicht von Südwesten

Die St.-Johannes-Kirche zu Rambin ist die evangelische Pfarrkirche der Kirchgemeinde Rambin im Süden der Insel Rügen. Sie geht auf ein erstes Kirchengebäude des 13. Jahrhunderts zurück.

## Geschichte
Die St.-Johannes-Kirche zu Rambin (Adresse Dorfstraße 7) wurde erstmals im Jahr 1300 urkundlich erwähnt. Sie gehört damit zu den ältesten Kirchen der Insel Rügen. Mit dem Anbau einer Sakristei auf der Nordseite zu Beginn des 14. Jahrhunderts sowie mit der Erweiterung durch ein vier-jochiges Langschiff erfuhr das Gotteshaus eine wesentliche Umgestaltung.
Wann der hölzerne Turmaufsatz hinzu kam, ist nicht überliefert, da die Baugeschichte der Johanneskirche insgesamt schlecht dokumentiert ist. Er gilt jedoch als jüngstes Bauteil des Gotteshauses.
Die gotische Backsteinkirche wurde um 1700 barock umgestaltet, dabei wurden eine weit und tief geschwungene hölzerne Decke eingezogen, eine Westempore eingebaut und einige Ausstattungsstücke in gold und weiß bemalt.
Im 18. Jahrhundert ließ die Kirchgemeinde eine Nord- und eine Südempore hinzufügen. Sie erhielten reiche Verzierungen, der Nordbereich galt als Patronatsloge.
Nach 1990 konnten Kirchturm und Dachstuhl saniert werden, zudem erfolgten Teilrestaurierungen. Decke und Gestühl wurden von Einheimischen unter fachmännischer Begleitung durch Restauratoren ausgemalt und instand gesetzt.

## Architektur
Das unverputzte Backsteingebäude besteht aus mehreren deutlich voneinander abgesetzten Bauteilen, die – wie oben dargestellt – in verschiedenen Bauperioden entstanden. Das Langhaus samt rechteckigem Chorraum ist etwa 31 Meter lang und 16 Meter breit. Die auf der Nordseite hinzugefügte Sakristei hat die Grundmaße 6 × 5 m, der auf dem Dachfirst aufsitzende Westturm hat einen quadratischen Grundriss von rund 3,50 m Seitenlänge. Sein spitzes achteckiges Zeltdach ist mit Kupferblech verkleidet.
Nördlich und südlich fangen je sechs getreppte Außenstrebepfeiler die Baumassen ab.
Das Zugang im Westen ist ein reich profiliertes Stufenportal. Auf der Südseite der Kirche befindet sich die Priesterpforte, die mit einem schönen Türblatt verziert ist. Eine frühere Laienpforte am Schiff wurde zugemauert.

## Ausstattung

### Altar, Kanzel, Taufe und Weiteres

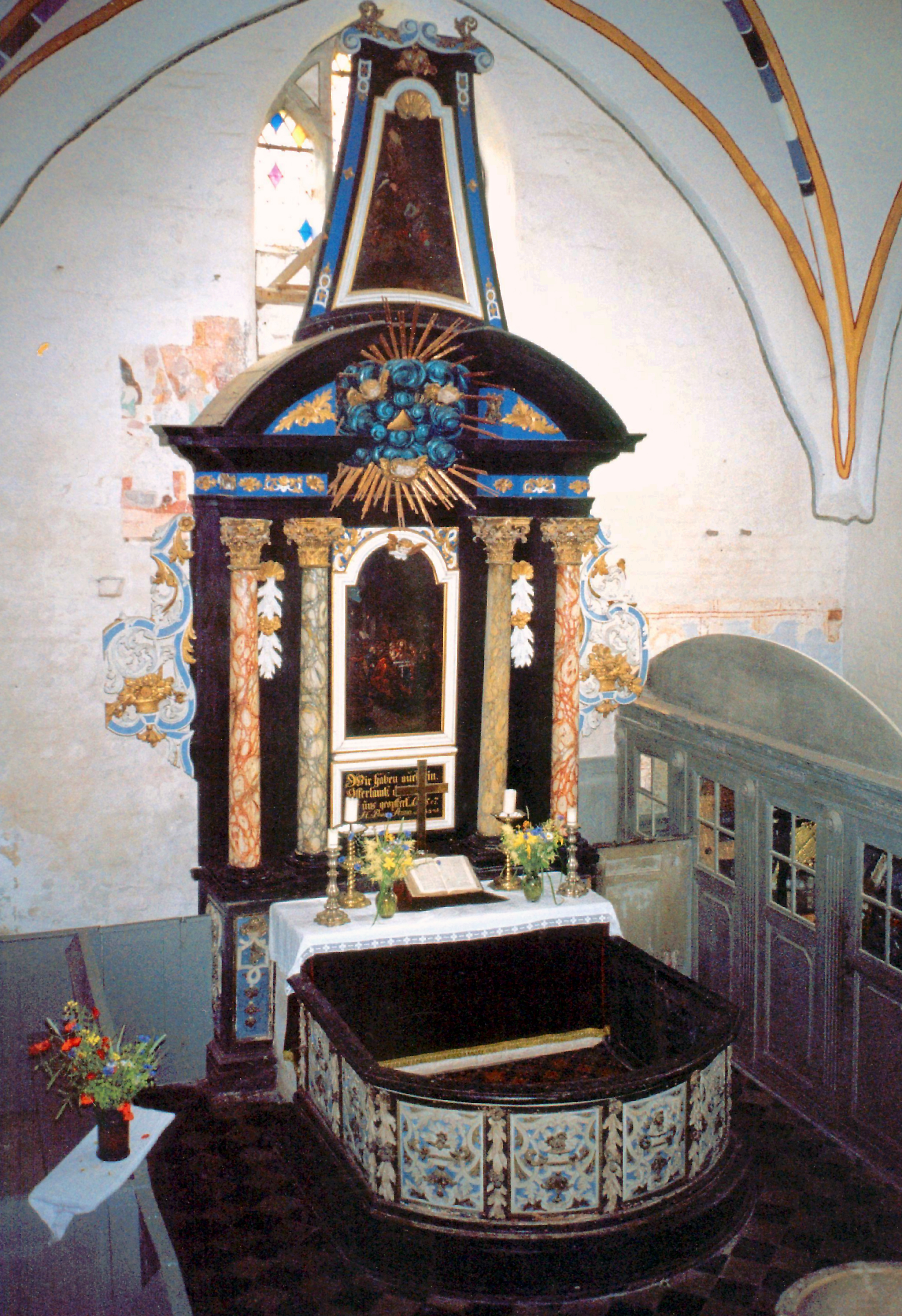
Barockaltar mit Einfassung und Kniebank

Der Altar stammt aus dem Jahr 1738 und steht in dem im frühgotischen Stil gehaltenen Chor. Er wurde in der Stralsunder Werkstatt von Michael Müller angefertigt. Im Sprenggiebel befindet sich eine blau gefasste Wolkengloriole, die ähnlich wie im älteren Beispiel in Sagard nach dem Vorbild des barocken Hauptaltars der St. Nikolai-Kirche in Stralsund gestaltet wurde, wo Müller nur wenige Jahre zuvor den Altar durch die Gestaltung der Rückseite ergänzt hatte. Sie verkörpert eine hier in Rambin sehr vereinfachte Darstellung des in Stralsund komplex gehaltenen zahlensymbolischen Programms, das im Zentrum das trinitarische Dreieck mit dem göttlichen Schöpfungswort enthält, das von Engeln umgeben in erster Linie als Anrede an die im Abendmahl versammelten Kommunikanten gedacht ist. Die in Sagard noch sichtbare Inskription des Dreiecks mit hebräischen Buchstaben ist hier in Rambin überstrichen und nicht erhalten.
Ältestes Ausstattungsstück der Kirche ist der aus Kalkstein gefertigte Taufstein aus dem 13. Jahrhundert. Das Triumphkreuz aus Eichenholz und die Schnitzfigur Maria mit dem Kind stammen aus dem Spätmittelalter. Das Kreuz, ursprünglich am Triumphbalken platziert, kam im 19. Jahrhundert an die Wand hinter dem Altar. Bei späteren Innenraum-Umgestaltungen fand es seinen Platz auf der Empore, wo es seitdem hängt. Dem Kreuz fehlen die Evangelistensymbole an den Seitenarmen, auch kam ihm bei den Umsetzungen der Vierpass unter dem Gekreuzigten abhanden. Jesus fehlt seine rechte Hand.
Die lebensgroßen Figurenmalereien an der Nord- und Südwand der Kirche (Christus als Pantokrator und die vier Evangelisten) entstanden ebenfalls im 19. Jhd. Bei den Malereien handelt es sich um Darstellungen auf früheren Bildnissen der zwölf Apostel.
Die Kirchenbänke in Kastenform wurden im 19. Jahrhundert installiert.
Erwähnenswert sind zwei Votivschiffe aus der ersten Hälfte des 19. Jahrhunderts.

### Orgel
Die Orgel entstand 1971 in der Werkstatt des Frankfurter Orgelbauers W. Sauer. Sie ersetzte ein früheres Instrument des Orgelbauers Matthias Fernau, das 1857 auf der Empore installiert worden war. Das Schleifladen-Instrument hat 8 Register auf einem Manuale und Pedal. Die Spiel- und Registertrakturen sind mechanisch. Die Disposition lautet wie folgt:
| Manualwerk C– |                |       |
| 1.            | Holzgedackt    | 8′    |
| 2.            | Prinzipal      | 4′    |
| 3.            | Rohrflöte      | 4′    |
| 4.            | Waldflöte      | 2′    |
| 5.            | Quinte B/D     | 1 ⁄3′ |
| 6.            | Terzflöte B/D  | 4⁄5′  |
| 7.            | Scharff III–IV |       |

| Pedal C– |                |     |
| 8.       | Gedeckt-Pommer | 16′ |

- Koppel: Pedalkoppel

## Gemeinde
Die Kirchengemeinde Rambin/Samtens gehört seit 2012 zur Propstei Stralsund im Pommerschen Evangelischen Kirchenkreis der Evangelisch-Lutherischen Kirche in Norddeutschland. Vorher war sie Teil des Kirchenkreises Stralsund der Pommerschen Evangelischen Kirche.